# Cyperus myrmecias
Cyperus myrmecias là loài thực vật có hoa trong họ Cói. Loài này được Ridl. mô tả khoa học đầu tiên năm 1884.